# The New Kingdom
The New Kingdom è il primo album del gruppo musicale progressive metal francese Venturia. pubblicato nel 2006 da Lion Music.

## Tracce
1. New Kingdom – 5:31
2. The Unholy One – 4:09
3. Words of Silence – 5:56
4. Take Me Down – 4:15
5. Fallen World (Is There a Reason?) – 6:13
6. Walk On to the Daylight – 4:14
7. Candle of Hope Through a Night of Fears (Strumentale) – 6:05
8. Dear Dead Bride – 8:22

## Formazione
- Marc Ferreira - voce
- Charly Sahona - chitarra elettrica, tastiera elettronica
- Lydie Robin - voce
- Thomas James-Potrel - basso elettrico
- Diego Rapacchietti - batteria